# Pasionaria (telenovela)
Pasionaria es una telenovela venezolana realizada y transmitida por Venevisión en 1990. Original de Vivel Nouel y producida por Carmen Letta y Orlando Rosas. Fue protagonizada por Catherine Fulop y Fernando Carrillo y antagonizada por Henry Galué y Yolanda Méndez. Fue distribuida internacionalmente por Venevisión Internacional.

## Sinopsis
Pasionaria es la historia de Barbara y Jesús Alberto. Barbara Santana es una chica vivaz y entusiasta, pero tiene un oscuro secreto que la mantiene despierta por la noche y no le da paz; hace siete años, fue víctima de violación y tuvo un hijo que nunca vio, ya que su tía le hizo creer que el niño murió mientras ella lo llevaba a un orfanato. Jesús Alberto es un mecánico joven y ambicioso con principios católicos muy fuertes, y adora a su esposa e hija. Cuando Bárbara llega a su vida, lo conmueven emociones que escapan a su control y trata de luchar contra la pasión por la que se siente muy atraído. Aunque Barbara sabe que está casado, ella lo persigue y lo somete a una relación extramatrimonial que rompe todas las reglas. Barbara y Myriam, la esposa de Jesús Alberto se hacen amigas cercanas, y cuando ella se enferma y está al borde de la muerte, Myriam le pide a Barbara que permanezca al lado de su esposo y su hija cuando ella ya no esté allí. Aunque Bárbara es abierta, independiente y despreocupada, Jesús Alberto es tradicional, metódico y sumamente chovinista, lo que provoca un choque en sus personalidades.

## Elenco
- Catherine Fulop - Bárbara Santana de Monteverde
- Fernando Carrillo - Jesús Alberto Tovar / Jesús Alberto Urdaneta Tovar
- Elluz Peraza - Elizabeth Montiel
- Henry Galué - Eliseo Monteverde
- Teresa Cárdenas - Dianita Tovar González
- Carolina Gentile - Eloisa Monteverde Santana
- Rafael Briceño - Pedro Pedroza
- Yolanda Méndez - María Dolores "La nena" Duarte de Santana
- Mahuampi Acosta -  Guillermina "Mimina"
- Angélica Arenas - Chiquinquirá Tovar
- María Eugenia Domínguez - Soledad Duarte / Malena Duvatini
- Mirtha Borges - Anastasia Guanamato
- Marisela Buitrago - Raiza López de Tovar
- Raúl Xiques - Ezequiel Santana
- Alberto Marín - José "Pepe" Rueda
- Ramon Hinojosa -  Don Antonio "Caballo viejo"
- Ernesto Balzi - Luís Felipe Parra "El comandante"
- Francisco Ferrari -  Jesús Francisco Urdaneta "Lobo gris"
- Carolina Cristancho - Cherry González de la Reca / Ofelia
- Francis Helen - Yolanda Colón
- Manuel Carrillo - Pedro Tovar
- Carlos Arreaza - Ezequiel Jacinto "Quelito" Santana Duarte
- Hilda Blanco - Hilda
- Julio Capote - Mauricio Mancera
- Emma Pereira - Magdalena Santana Duarte
- Esperanza Magaz - Renata Colón
- Aura Elena Dinisio - Maya Nieves Ibarra
- Mauricio Gonzáles - Mauricio Gonzáles de la Reca
- Andreina Sánchez - Myriam González de Tovar
- Roberto Luke - Pablo Tovar
- José Rubens - Pablote
- Humberto Tancredi - Jairo
- Isabel Hungría - Raquel Lopez
- Lucy Orta - Valentina López
- Mario Llovera - Joao
- Mireya Larrotonda - Cachita
- Felipe Mundarain - Rufino
- Ninon Racca - Cristina González de la Reca
- Carlos Arroyo - Robert Lopez
- Josefina Armas - Felicia de Ruíz-Martínez
- Antonio Brelio - Padre Rotondo
- Carolina Perdigón - Olga
- Israel Maranatha - Sixto
- Nelson Zuleta - Dr. Jorge Recio
- Juan Galeno - Ramiro
- Gerardo Marrero - Rosario
- Johnny Nessi - Alcides
- Wilmer Ramírez -  "Carlucho"
- Carmen Landaeta
- Enrique Oliveros - Roque
- Luis Pérez Pons - Don Augusto
- Coromoto Roche - Lulu
- Graciela D'Apusso
- Joel de la Rosa - Dr. Martin
- Silvestre Chávez
- Frank Méndez - Boris Gomez
- Morella Reyes
- Edison Atencio
- Patricia Tóffoli - Sonia Monteverde
- Carolina Pérez
- Antonio Enríquez
- Orlando Noguera
- José Ángel Urdaneta - Inspector León
- Nidia Dessi
- Alicia Rodríguez
- Henry Méndez
- Olga Jerez
- Pedro de Llano - Sacerdote
- Marisol Santos - Barbarita/ Inés María Monteverde
- Maria Estela Martínez - Rosa
- Mario Brito (Lotario) - Casimiro Galindo
- Daniel Escámez -  Epifanio Galindo "Tuercas"
- Miguel A. Nieto -  Julio César Bermúdez "El gordo"
- Gustavo González - Doctor Matta
- Ernesto Cortéz - Detective Iván Hernández
- Bienvenido Roca - Alfredo
- Argenis Chirivella - Juez

## Temas musicales
Es el amor - IntérpreteKiara.
Con mi cara tan lavada - IntérpreteKiara.
Quiero un ángel - IntérpreteKiara.

## Producción
- Escenografía: Enrique Zanini y Oscar Fernández.
- Musicalización: Frank Aguilar
- Equipo de producción: Gustavo Luna Noguera, Marucha De Tejado, Militza Barrios Conde, Orlando Machado y María Angela Zelkowicz.
- Edición y montaje: Orlando Manzo
- Asesora de producción: Valentina Párraga
- Producción de exteriores: Carmen Letta y Orlando Rosas.
- Dirección de exteriores: Edgar Liendo
- Productor ejecutivo: Omar Pin
- Director de producción: Arquímedes Rivero
- Dirección General: Grazio D'Angelo y Ramón Tovar.